# Wit Kasteel (Scheldewindeke)
Het Wit Kasteel is een kasteel in de tot de Oost-Vlaamse gemeente Oosterzele behorende plaats Scheldewindeke, gelegen aan de Hauwsestraat 1.

## Geschiedenis
Het kasteel werd omstreeks 1863 gebouwd als buitenhuis in opdracht van F. Meiresonne.

## Gebouw
Het betreft een gebouw in neoclassicstische stijl met elementen uit de late empirestijl. In het huis bevindt zich een salon met een schouw in neorococostijl.